# Yesid Reyes
Yesid Reyes Alvarado (Bogotá, 1960) es un abogado y docente colombiano. 
Hijo del expresidente de la Corte Suprema de Justicia, Alfonso Reyes Echandía. Fue designado por el presidente Juan Manuel Santos como Ministro de Justicia.

## Biografía
Reyes Alvarado, hijo del expresidente de la Corte Suprema de Justicia, Alfonso Reyes Echandía, quien murió en la toma del Movimiento 19 de abril, al palacio de justicia. Es abogado penalista de la Universidad Externado de Colombia, magíster en política criminal y doctor en Derecho por la Universidad Autónoma de Madrid, con una tesis sobre el delito de tentativa dirigida por Gonzalo Rodríguez Mourullo y Fernando Molina Fernández. Ha sido conjuez de la Sala Penal de la Corte Suprema de Justicia y profesor invitado en la Universidad Autónoma de Madrid entre 1992 y 1994. Fue becario de la Fundación Alexander Humboldt entre los años 1990 y 1992. Ha trabajado en el bufete Chemás-Reyes-Roldán y Asociados. Reyes Alvarado se ha dedicado por más de veinte años al ejercicio profesional del derecho penal. 
Como abogado se ha desempeñado en varios casos reconocidos. Uno de ellos involucró la defensa de Ernesto Samper y Horacio Serpa por el caso del asesinato de Álvaro Gómez Hurtado. También actuó como defensor del cantante vallenato Diomedes Díaz en el proceso penal que se adelantó por la muerte de Doris Adriana Niño, aunque su papel se limitó a la apelación del fallo condenatorio. Otro proceso destacado fue el que se le adelantó a Valerie Domínguez por irregularidades a la hora de recibir un subsidio del programa Agro Ingreso Seguro del Ministerio de Agricultura. También tuvo que defender a Germán Vargas Lleras, en ese momento Ministro del Interior, por un caso en su contra por supuestos nexos con paramilitares, caso en el que logra defender su inocencia y conseguir su absolución.
Tras este evento con Vargas Lleras, fue contratado por este para conformar la comisión asesora de Política Criminal del Ministerio en 2012. Junto a Rodrigo Uprimny y a Julissa Mantilla entre otros, sacaron diversas conclusiones en este proceso contrarias a la política manejada en el Congreso, como su posición en contra de aumentar el fuero penal militar o visión favorable a la despenalización del aborto.
Ha sido profesor de derecho penal Universidad Externado de Colombia y en la Universidad de Los Andes, en la que desde 2019 es profesor de tiempo completo, por concurso. Se ha desempeñado como columnista del periódico El Espectador. En el año 2014 el presidente Juan Manuel Santos lo designa como ministro de Justicia. En abril de 2016, Reyes renunció al Ministerio de Justicia, para hacer parte de la terna para la elección del fiscal general de la Nación en la Corte Suprema de Justicia, de la que resultó elegido Néstor Humberto Martínez, quien utilizó su cargo como superministro de la Presidencia para iniciar su campaña a la Fiscalía.

## Publicaciones
Yesid Reyes Alvarado ha publicado, con motivo de su profesión obras como: 
- La Prueba Indiciaria, Ediciones Librería del Profesional (1984).
- La Prueba Testimonial, Ediciones Reyes Echandía Abogados (1988).
- El Concurso de Delitos, Ediciones Reyes Echandía Abogados (1990).
- Imputación Objetiva, Editorial Temis (1994).
- Bien Jurídico y Derecho Disciplinario, Ediciones del Instituto de Estudios Jurídicos del Ministerio Público (1998)
- Reyes Alvarado, El delito de tentativa ()